# Міжнародні морські сигнальні прапори
 Міжнародні морські сигнальні прапори  були розроблені в 1857 році. Вони використовуються на флоті для передачі повідомлень між кораблями. До 1887 року об'єднання цих прапорів називалось «Система кодових сигналів для торгового флоту». Першочергово в цій системі було 18 прапорів. З 1 січня 1901 року всі морські держави прийняли ці правила. В 1931 році міжнародна комісія модифікувала систему сигналів.
Міжнародні морські сигнальні прапори
| Символ                      | Назва (лат.) | Назва (укр.) | Сигнальний прапор | Код Морзе | Значення сигналу |
| --------------------------- | ------------ | ------------ | ----------------- | --------- | --- |
| Букви                       |              |              |                   |           | |
|                             | Code Pennant | Вимпел       |                   |           | Вимпел і відповідний вимпел |
| A                           | Alpha        | Альфа        |                   | .-        | «Я опустив водолаза, тримайтесь осторонь і йдіть малим ходом»                                                                   |
| B                           | Bravo        | Браво        |                   | -…        | «Я на завантаженні (розвантажені), або з небезпечним вантажем на борту»                                                         |
| C                           | Charlie      | Чарлі        |                   | -.-.      | «Ствердна відповідь» |
| D                           | Delta        | Дельта       |                   | -..       | «Дотримуйся дистанції, я маневрую»                                                                                              |
| E                           | Echo         | Ехо          |                   | .         | «Повертаю праворуч» |
| F                           | Foxtrot      | Фокстрот     |                   | ..-.      | «Я втратив керування і зв'язок»                                                                                                 |
| G                           | Golf         | Ґольф        |                   | --.       | «Потребую лоцмана» (для риболовецьких суден, що працюють близько одне до одного, означає: «я вибираю сіті»)                     |
| H                           | Hotel        | Готель       |                   | ….        | «На борту лоцман» |
| I                           | India        | Індія        |                   | ..        | «Повертаю ліворуч» |
| J                           | Juliet       | Джульєтта    |                   | .---      | «У мене пожежа і на борту небезпечний вантаж, тримайтеся на відстані»                                                           |
| K                           | Kilo         | Кіло         |                   | -.-       | «Я хочу зв'язатись з вами» |
| L                           | Lima         | Ліма         |                   | .-..      | «Зупиніться негайно» |
| M                           | Mike         | Майк         |                   | --        | «Я зупинився» |
| N                           | November     | Новембер     |                   | -.        | «Негативна відповідь» |
| O                           | Oscar        | Оскар        |                   | ---       | «Людина за бортом!» |
| P                           | Papa         | Папа         |                   | .--.      | У гавані: «Судно збирається в море, всім доповісти про прибуття» (для риболовецьких суден: «Мої сіті зачепились за перешкоди»). |
| Q                           | Quebec       | Квебек       |                   | --.-      | «На моєму судні всі здорові, прошу звільнити мене від карантину»                                                                |
| R                           | Romeo        | Ромео        |                   | .-.       | «Прийнято» |
| S                           | Sierra       | Сієра        |                   | …         | «Мої двигуни працюють на задній хід»                                                                                            |
| T                           | Tango        | Танґо        |                   | -         | «Тримайте дистанцію, я несу трал»                                                                                               |
| U                           | Uniform      | Уніформ      |                   | ..-       | «Ви йдете назустріч небезпеці»                                                                                                  |
| V                           | Victor       | Віктор       |                   | …-        | «Прошу допомоги» |
| W                           | Whiskey      | Віскі        |                   | .--       | «Потрібна медична допомога» |
| X                           | X-Ray        | Ікс-рей      |                   | -..-      | «Перестаньте виконувати те, що робите»                                                                                          |
| Y                           | Yankee       | Янкі         |                   | -.--      | «Я піднімаю якір» |
| Z                           | Zulu         | Зулу         |                   | --..      | «Мені потрібен буксир» (для риболовецьких суден: «Викидую сіті»)                                                                |
| Цифри                       |              |              |                   |           | |
| 0                           | Nadazero     | Надазеро     |                   | -----     | |
| 1                           | Unaone       | Унауан       |                   | .----     | |
| 2                           | Bissotwo     | Біссоту      |                   | ..---     | |
| 3                           | Terrathree   | Тератри      |                   | …--       | |
| 4                           | Kartefour    | Картефор     |                   | ….-       | |
| 5                           | Pantafive    | Пантафайв    |                   | …..       | |
| 6                           | Soxisix      | Соксісикс    |                   | -….       | |
| 7                           | Setteseven   | Сетесевн     |                   | --…       | |
| 8                           | Oktoeight    | Октоейт      |                   | ---..     | |
| 9                           | Novenine     | Ноувенайн    |                   | ----.     | |
| Додаткові (замінні) прапори |              |              |                   |           | |
|                             |              | 1-й замінний |                   |           | Використовується в разі наявності одного комплекту прапорів, має те саме значення, що й перший прапор у сигналі.                |
|                             |              | 2-й замінний |                   |           | Використовується в разі наявності одного комплекту прапорів, має те саме значення, що й другий прапор у сигналі.                |
|                             |              | 3-й замінний |                   |           | Використовується в разі наявності одного комплекту прапорів, має те саме значення, що й третій прапор у сигналі.                |
|                             |              | 4-й замінний |                   |           | Використовується в разі наявності одного комплекту прапорів, має те саме значення, що й четвертий прапор у сигналі.             |